# Marapong
Marapong est une ville du Botswana.